# Full Moon in New York
Pour plus de détails, voir Fiche technique et Distribution.
Full Moon in New York (Ren zai Niu Yue) est un film américano-hongkongais réalisé par Stanley Kwan, sorti en 1989.

## Fiche technique
- Titre original : Ren zai Niu Yue
- Titre international : Full Moon in New York
- Réalisation : Stanley Kwan
- Scénario : Kang-Chien Chiu et Acheng Zhong
- Photographie : Bill Wong
- Montage : Cheung-Kan Chow et Steve Wong
- Musique : Hung-Yi Chang
- Pays de production : Hong Kong - États-Unis
- Format : Couleurs - 1,85:1 - Mono
- Genre : drame
- Durée : 88 minutes
- Date de sortie : 1989

## Distribution
- Sylvia Chang : Wang Hsiung-Ping
- Maggie Cheung : Lee Fung-Jiau
- Josephine Koo (en) : Stella
- Siqin Gaowa (en) : Zhaohong
- I-Chen Ko
- Yat-Gam Chu
- John Reidy
- Luke Valerio : David
- Linda Wang (en) : Étudiante